# NGC 1751
NGC 1751 ist ein offener Sternhaufen in der Großen Magellanschen Wolke im Sternbild Mensa. Der Sternhaufen wurde 1826 von James Dunlop mit einem Reflektor mit einer Apertur von 9 Zoll entdeckt und später im New General Catalogue verzeichnet.